# Ашахет I
Ашахет I (*д/н — 1047 до н. е.) — давньоєгипетський діяч XXI династія, верховний жрець Птаха у Мемфісі за володарювання фараонів Смендеса та Аменемнісу.

## Життєпис
Походив зі жрецького роду Мемфісу. Син Птахемхата IV, верховного жерця Птаха. Про молоді роки нічого невідомо. Близько 1062 року стає верховним жерцем. Спирався на місцеву знать та мемфіське жрецтво. Тому фараон Смендес вимушений був рахуватися з впливом Ашахета I, який значно посилив свій вплив. Завдяки цьому верховний жрець Птаха відновив силу у НИжньому Єгипті. В подальшому сприяв фараону в об'єднані Єгипту, хоча це було формальністю.
Помер близько 1047 року до н. е. Його посаду перебрав син Піпі I.